# Station Hoofddorp (Haarlemmermeerspoorlijnen)
Het eerste Station Hoofddorp was een spoorwegstation in Hoofddorp in de gemeente Haarlemmermeer in de Nederlandse provincie Noord-Holland.

## Geschiedenis
Het werd geopend op 2 augustus 1912 en gesloten op 31 december 1935. Het was van het Standaardtype HESM en lag aan de Haarlemmermeerspoorlijnen Aalsmeer – Haarlem en Hoofddorp – Leiden.
Het station stond aan de Burgemeester Pabstlaan aan de rand van het dorp, maar door de enorme uitbreiding van Hoofddorp sinds de jaren 1960 werd de locatie na de opheffing van de treindienst centraler dan die van het tweede station Hoofddorp, dat in 1981 geopend werd aan de Schiphollijn. Het stationsgebouw en wachterswoning 7 (ten westen van het station aan de Burgemeester Pabstlaan) zijn nog aanwezig. Het gebouw is na 1935 in gebruik geweest als postkantoor en werd daarna opgesplitst in meerdere woonhuizen. Iets westelijker, waar de Burgemeester Pabstlaan een bocht naar links maakt, stond de locomotiefloods. Na het stationsemplacement maakte het spoor richting Leiden een bocht naar links.
Na de sluiting van het station voor de reizigersdienst op de laatste dag van 1935 bleef station Hoofddorp nog tot 9 juni 1943 uit de richting van de halte Aalsmeerderweg bereikbaar voor goederentreinen. In 1939 vonden op het station filmopnamen plaats met de replica van de eerste stoomlocomotief van Nederland, de Arend.

## Zichtbare overblijfselen
Ter hoogte van de kruising Kruisweg / Paxlaan stond wachterswoning 15 (gesloopt in 1978) en is nog steeds een coupure in de Geniedijk te zien met direct daarachter de betonnen bruggenhoofden over het Voorkanaal van de Geniedijk. In en rond Hoofddorp is het voormalige tracé goed te zien doordat er een hoofdwaterleiding onder ligt.
Citaat uit Sporen: "Albert Clement van het drinkwaterbedrijf" (Waternet) "stuurt een overzichtskaartje van transportleidingen in en rond Hoofddorp en dat ziet er uit alsof ze het tracékaartje van de oude Haarlemmermeerlijnen over een moderne stadsplattegrond hebben gelegd. Tussen de Pabstlaan in Hoofddorp en Oude Spoordijk in Aalsmeer volgt de hoofdleiding exact, maar dan ook werkelijk exact, de route van het oude stoomtreintje. Elk kronkeltje, elke bocht, hoe flauw ook, komt er in terug.

De leiding vervoert voorgezuiverd rivierwater van Nieuwegein naar de waterwingebieden van PWN, DZH en Waternet in de duinen, legt Clement uit. Wat normaal aan water in de duinen zit, is namelijk allang niet meer voldoende om genoeg drinkwater te produceren. De anderhalve meter brede buis, die ook water naar enkele grote industrieën als Corus transporteert, ging in 1954 de grond in kort nadat het laatste stukje spoor op deze lijn, dat tussen Aalsmeerderweg en Aalsmeer, sloot."

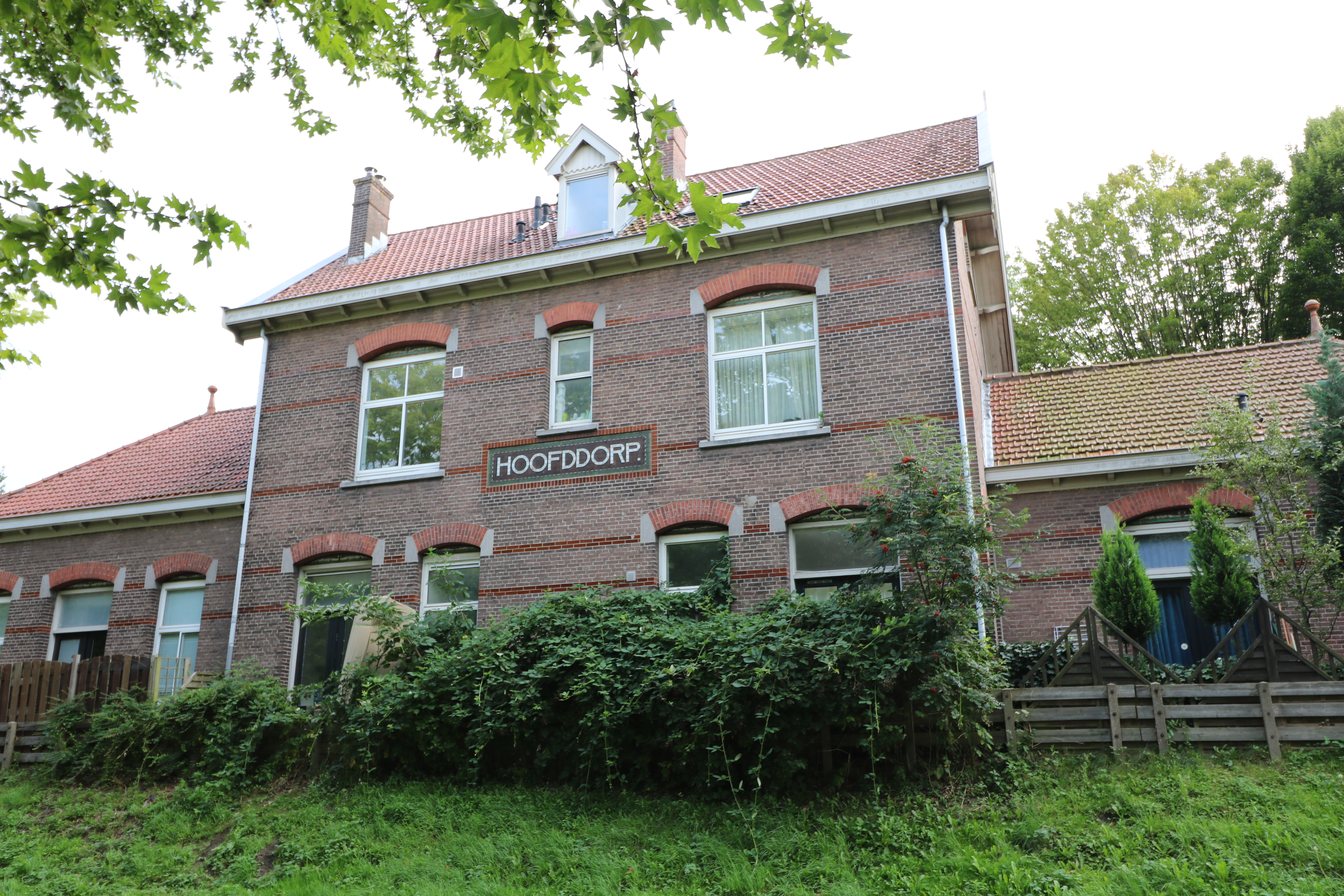
Het voormalige stationsgebouw in 2017
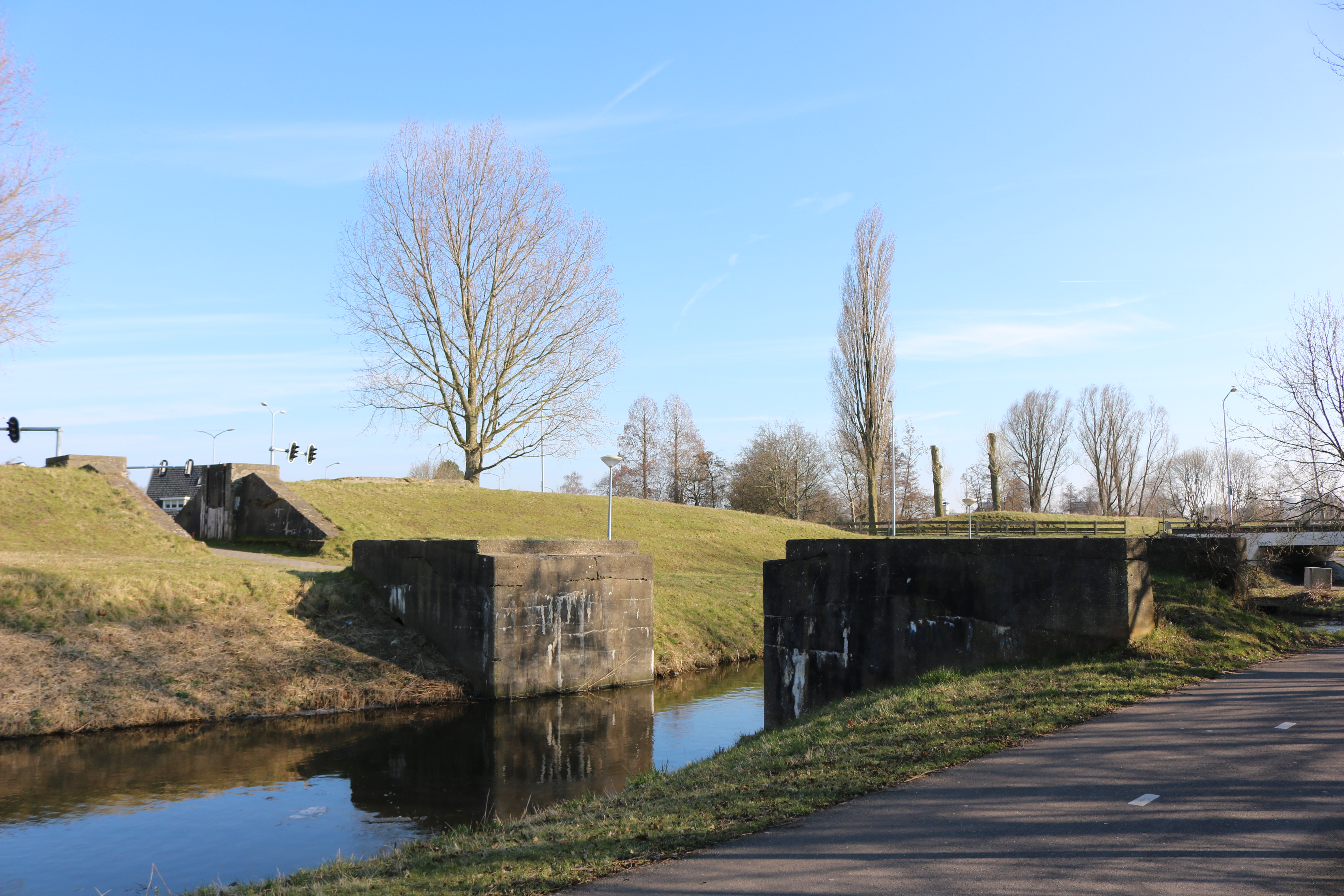
Coupure in de Geniedijk en restanten van een spoorbrug in 2018
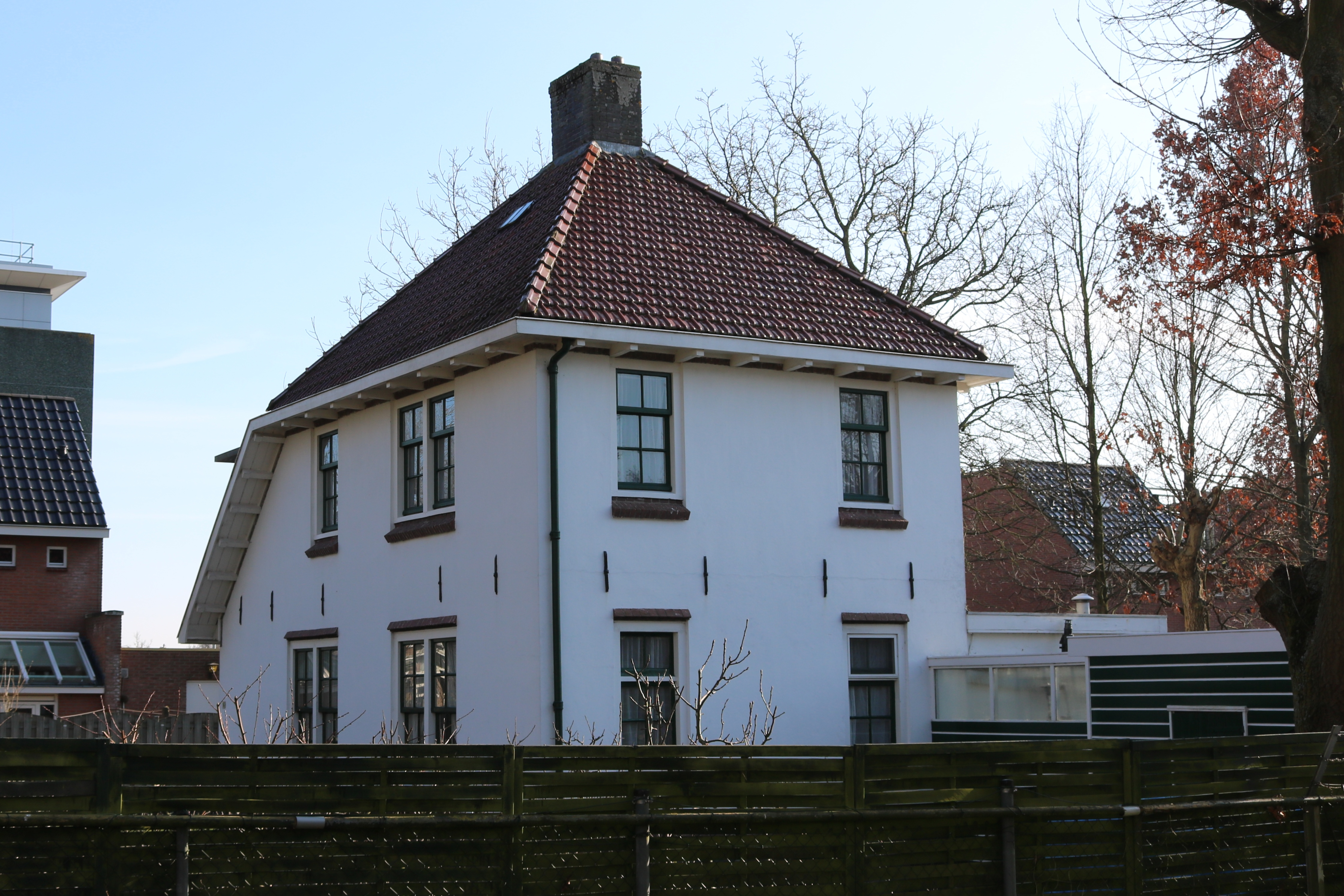
Wachterswoning 7 in 2018